# Damallsvenskan 2023
La Damallsvenskan 2023, indicata anche OBOS Damallsvenskan 2023 per ragioni di sponsorizzazione, è stata la 36ª edizione della massima divisione del campionato svedese. Il torneo è iniziato il 24 marzo e si è concluso l'11 novembre 2023. L'Hammarby ha vinto il campionato per la seconda volta nella sua storia, superando l'Häcken, col quale aveva concluso in testa a pari punti, grazie alla migliore differenza reti.

## Stagione

### Novità
Anche nell'edizione 2023 è stato confermato il formato della precedente edizione, mantenendo 14 squadre. Dalla Damallsvenskan 2022 sono stati retrocessi in Elitettan l'Umeå IK e l'AIK, rispettivamente classificatisi al 13º e 14º posto. Dall'Elitettan sono stati promossi il Växjö DFF e l'IFK Norrköping, rispettivamente alla 1º e 2º posizione in classifica, quest'ultima alla sua prima esperienza nel massimo campionato di categoria.
Il 5 dicembre 2022 la Federcalcio svedese (SvFF) annunciò che l'Eskilstuna United era stato penalizzato per non aver soddisfatto i requisiti economici, e per questo motivo non poteva essere iscritto al campionato di Damallsvenskan 2023, venendo invece retrocesso in Elitettan. Nonostante il ricorso inoltrato dalla società, il 2 gennaio 2023 l'SvFF annunciò la sua decisione di promuovere l'IK Uppsala, 3º classificato in Elitettan 2022, a completamento organico.

### Formato
Le 14 squadre si affrontano in un girone all'italiana con partite di andata e ritorno, per un totale di 26 giornate. La squadra prima classificata è campione di Svezia, le prime tre classificate sono ammesse alla UEFA Women's Champions League 2024-2025. È prevista la retrocessione diretta delle ultime due squadre classificate, mentre la 12ª e terzultima classificata disputa un play-off con partite di andata e ritorno con la terza classificata della Elitettan 2023 per un posto nella massima serie.

## Squadre partecipanti
| Club              | Città        | Stadio                     | Stagione precedente         |
| ----------------- | ------------ | -------------------------- | --------------------------- |
| Brommapojkarna    | Stoccolma    | Grimsta IP                 | 12º posto in Damallsvenskan |
| Djurgården        | Stoccolma    | Stadio Olimpico            | 10º posto in Damallsvenskan |
| Häcken            | Göteborg     | Bravida Arena              | 2º posto in Damallsvenskan  |
| Hammarby          | Stoccolma    | Hammarby Idrottsplats      | 5º posto in Damallsvenskan  |
| IFK Kalmar        | Kalmar       | Guldfågeln Arena           | 11º posto in Damallsvenskan |
| IFK Norrköping    | Norrköping   | PlatinumCars Arena         | 2º posto in Elitettan       |
| KIF Örebro        | Örebro       | Behrn Arena                | 9º posto in Damallsvenskan  |
| Kristianstads DFF | Kristianstad | Kristianstad fotbollsarena | 4º posto in Damallsvenskan  |
| Linköping         | Linköping    | Linköping Arena            | 3º posto in Damallsvenskan  |
| Piteå IF          | Piteå        | LF Arena                   | 7º posto in Damallsvenskan  |
| Rosengård         | Malmö        | Malmö Idrottsplats         | 1º posto in Damallsvenskan  |
| IK Uppsala        | Uppsala      | Studenternas IP            | 3º posto in Elitettan       |
| Växjö DFF         | Växjö        | Visma Arena                | 1º posto in Elitettan       |
| Vittsjö GIK       | Vittsjö      | Vittsjö Idrottsplats       | 6º posto in Damallsvenskan  |

## Classifica finale
Fonte: sito ufficiale.
|  | Pos. | Squadra           | Pt | G  | V  | N | P  | GF | GS  | DR  |
|  | ---- | ----------------- | -- | -- | -- | - | -- | -- | --- | --- |
|  | 1.   | Hammarby          | 59 | 26 | 18 | 5 | 3  | 60 | 16  | +44 |
|  | 2.   | Häcken            | 59 | 26 | 18 | 5 | 3  | 53 | 10  | +43 |
|  | 3.   | Linköping         | 56 | 26 | 17 | 5 | 4  | 76 | 30  | +46 |
|  | 4.   | Piteå IF          | 52 | 26 | 16 | 4 | 6  | 44 | 28  | +16 |
|  | 5.   | Vittsjö GIK       | 49 | 26 | 15 | 4 | 7  | 44 | 27  | +17 |
|  | 6.   | Kristianstads DFF | 48 | 26 | 13 | 9 | 4  | 48 | 29  | +19 |
|  | 7.   | Rosengård         | 45 | 26 | 12 | 9 | 5  | 61 | 32  | +29 |
|  | 8.   | Växjö DFF         | 26 | 26 | 7  | 5 | 14 | 29 | 58  | -29 |
|  | 9.   | IFK Norrköping    | 24 | 26 | 7  | 3 | 16 | 26 | 33  | -7  |
|  | 10.  | KIF Örebro        | 24 | 26 | 7  | 3 | 16 | 27 | 39  | -12 |
|  | 11.  | Djurgården        | 24 | 26 | 6  | 6 | 14 | 25 | 50  | -25 |
|  | 12.  | Brommapojkarna    | 20 | 26 | 4  | 8 | 14 | 30 | 57  | -27 |
|  | 13.  | IK Uppsala        | 19 | 26 | 4  | 7 | 15 | 32 | 50  | -18 |
|  | 14.  | IFK Kalmar        | 3  | 26 | 0  | 3 | 23 | 10 | 106 | -96 |

Legenda:
      Campione di Svezia e ammessa alla UEFA Women's Champions League 2024-2025.
      Ammessa alla UEFA Women's Champions League 2024-2025.
 Ammessa ai play-off.
      Retrocesse in Elitettan 2024.
Note:
Tre punti a vittoria, uno a pareggio, zero a sconfitta.

## Risultati

### Tabellone
|                | Bro  | Dju  | Häc  | Ham  | Kal  | Nor  | KIF  | Kri  | Lin  | Pit  | Ros  | Ups  | Väx  | Vit  |
| -------------- | ---- | ---- | ---- | ---- | ---- | ---- | ---- | ---- | ---- | ---- | ---- | ---- | ---- | ---- |
| Brommapojkarna | –––– | 1-2  | 0-6  | 0-0  | 7-0  | 0-2  | 1-1  | 0-0  | 2-5  | 1-4  | 1-3  | 2-2  | 3-2  | 1-1  |
| Djurgården     | 2-2  | –––– | 1-0  | 0-1  | 4-0  | 1-1  | 0-2  | 1-1  | 1-4  | 0-2  | 2-1  | 0-4  | 0-1  | 0-3  |
| Häcken         | 4-0  | 0-1  | –––– | 1-0  | 3-0  | 1-0  | 2-1  | 1-0  | 3-0  | 4-0  | 0-0  | 3-1  | 3-0  | 1-1  |
| Hammarby       | 4-1  | 1-0  | 3-2  | –––– | 8-0  | 2-1  | 1-0  | 1-2  | 1-1  | 0-0  | 2-2  | 2-0  | 6-1  | 2-0  |
| IFK Kalmar     | 1-1  | 0-1  | 0-3  | 0-4  | –––– | 0-3  | 0-6  | 2-3  | 1-15 | 0-2  | 0-5  | 1-4  | 0-1  | 0-6  |
| IFK Norrköping | 0-1  | 3-2  | 0-1  | 0-2  | 3-0  | –––– | 0-1  | 0-2  | 0-0  | 0-1  | 0-2  | 2-1  | 2-1  | 1-2  |
| KIF Örebro     | 1-4  | 1-1  | 0-2  | 0-3  | 4-0  | 1-0  | –––– | 0-4  | 1-3  | 1-0  | 1-1  | 1-2  | 1-2  | 0-2  |
| Kristianstad   | 4-1  | 4-1  | 0-0  | 1-1  | 3-1  | 2-1  | 2-0  | –––– | 1-0  | 4-2  | 1-1  | 4-0  | 3-1  | 1-6  |
| Linköping      | 4-0  | 4-1  | 0-0  | 1-3  | 2-1  | 1-0  | 3-0  | 3-3  | –––– | 3-2  | 4-1  | 4-0  | 6-2  | 2-1  |
| Piteå          | 3-0  | 4-0  | 0-3  | 2-1  | 2-1  | 2-1  | 1-0  | 1-0  | 0-0  | –––– | 1-0  | 4-1  | 5-2  | 1-0  |
| Rosengård      | 3-1  | 2-2  | 2-2  | 1-5  | 10-0 | 2-1  | 2-1  | 2-0  | 1-3  | 1-1  | –––– | 5-2  | 7-1  | 4-0  |
| IK Uppsala     | 0-0  | 1-1  | 0-1  | 0-2  | 4-0  | 2-2  | 0-2  | 2-2  | 1-3  | 1-2  | 0-0  | –––– | 1-2  | 1-2  |
| Växjö DFF      | 1-0  | 2-0  | 0-4  | 0-3  | 1-1  | 2-3  | 1-0  | 0-0  | 2-4  | 1-1  | 1-1  | 2-2  | –––– | 0-1  |
| Vittsjö GIK    | 2-0  | 5-1  | 0-3  | 0-2  | 1-1  | 1-0  | 2-1  | 1-1  | 2-1  | 3-1  | 0-2  | 1-0  | 1-0  | –––– |

## Spareggio promozione/retrocessione
|                | Risultati |                | Luogo e data                |
| -------------- | --------- | -------------- | --------------------------- |
| Alingsås       | 0-0       | Brommapojkarna | Alingsås, 18 novembre 2023  |
| Brommapojkarna | 6-0       | Alingsås       | Stoccolma, 25 novembre 2023 |
|                |           |                |                             |

## Statistiche

### Classifica marcatrici
Fonte: sito ufficiale.
| Gol |  |  | Giocatore         | Squadra           |
| --- |  |  | ----------------- | ----------------- |
| 19  |  |  | Cathinka Tandberg | Linköping         |
| 18  |  |  | Cornelia Kapocs   | Linköping         |
| 15  |  |  | Anam Imo          | Piteå IF          |
| 15  |  |  | Yūka Momiki       | Linköping         |
| 12  |  |  | Olivia Holdt      | Rosengård         |
| 12  |  |  | Madelen Janogy    | Hammarby          |
| 12  |  |  | Rosa Kafaji       | Häcken            |
| 12  |  |  | Olivia Schough    | Rosengård         |
| 12  |  |  | Evelyne Viens     | Kristianstads DFF |
| 11  |  |  | Hlín Eiríksdóttir | Kristianstads DFF |
| 10  |  |  | Anna Anvegård     | Häcken            |
| 10  |  |  | Klara Folkesson   | IK Uppsala        |
| 10  |  |  | Evelyn Ijeh       | Växjö             |
| 10  |  |  | Tuva Skoog        | Piteå IF          |